# International Standard Payload Rack

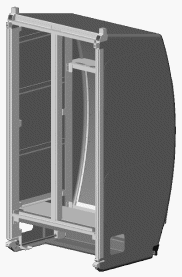
International Standard Payload Rack

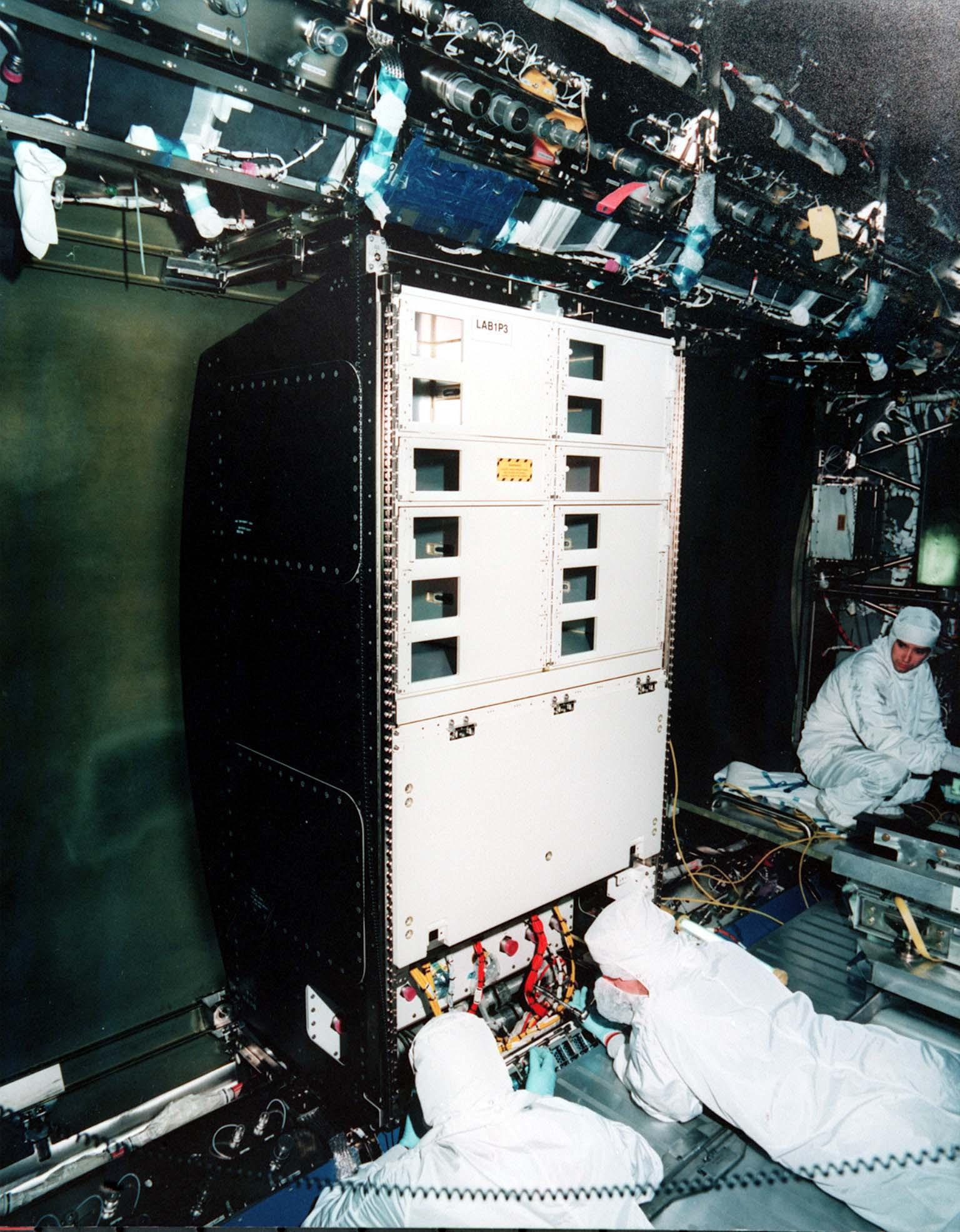
Pierwsza szafka ISPR zainstalowana w module Destiny

International Standard Payload Rack (pol. Międzynarodowa Standardowa Szafa Ładunkowa, ISPR) została zaadaptowana do programu Międzynarodowej Stacji Kosmicznej (ISS) w ramach zwiększania integracji i wymienialności komponentów, a także aby umożliwić jak największą współpracę naukowców pracujących w ramach różnych programów badawczych. Na pokładzie ISS znajduje się 37 gniazd na ISPR zawierające ładunki badawcze. Gniazda te zawierają komplet złącz, zapewniających takie same warunki niezależnie od miejsca instalacji. W niektórych miejscach dodatkowo zainstalowano niestandardowe złącza, aby spełnić wymagania konkretnych ładunków.

## Możliwości
Każdy ISPR zapewnia 1,571 m³ pojemności wewnętrznej. Szafa ma masę 104 kg i może przechowywać ponad 700 kg ekwipunku. Wewnątrz szafy znajdują się elementy służące do wewnętrznego montażu ładunku, pozwalające na instalację dodatkowej struktury montażowej. ISPR zostanie także wyposażony w elementy pozwalające na przechowywanie ładunków mniejszych niż szafa, takich jak 483 mm (19-calowa) szuflada Szafy Interfejsu Standardowego (ang. Standard Interface Rack – SIR) modułu Spacelab czy też szafka pokładu środkowego promu kosmicznego (ang. Space Shuttle Middeck Locker). Złącza zainstalowane są z każdej strony szafy, pozwalając na łączenie kilku szaf kablami. Szafa instalowana jest na miejscu docelowym poprzez punkty montażowe znajdujące się na górze szafy oraz sworznie znajdujące się na dole. Sworznie służą do instalacji obsługi szafy. Szyny na zewnętrznej części przednich słupków pozwalają na montaż elementów ładunku i komputerów przenośnych. Szafa zawiera także dodatkowe złącza do naziemnego transportu i montażu.
Złącza ISPR pozwalają na dostęp do:
- zasilania,
- zarządzania ciepłem,
- przesyłania danych,
- sygnału wideo,
- Próżniowego Systemu Wydalania (usuwanie szkodliwych gazów),
- próżni,
- azotu,
- dwutlenku węgla, argonu i helu.

## Inne systemy ISPR
Japonia opracowała ISPR z interfejsami i możliwościami prawie identycznymi z projektem NASA.